# Montigny-lès-Vesoul
Montigny-lès-Vesoul – miejscowość i gmina we Francji, w regionie Burgundia-Franche-Comté, w departamencie Górna Saona.
Według danych na rok 1990 gminę zamieszkiwało 496 osób, a gęstość zaludnienia wynosiła 77 osób/km² (wśród 1786 gmin Franche-Comté Montigny-lès-Vesoul plasuje się na 319. miejscu pod względem liczby ludności, natomiast pod względem powierzchni na miejscu 687.).